# De Verhalen van Groningen
De Verhalen van Groningen is een website over geschiedenis en cultuur van de stad en provincie Groningen.

## Geschiedenis
De website ging van start in 2006 onder de noemer Het Verhaal van Groningen. Het was een ambitieus project dat door de Provincie Groningen en het Ministerie van OCW royaal werd ondersteund. Initiatiefnemers waren het Huis van de Groninger Cultuur, RHC Groninger Archieven, Museumhuis Groningen, het Groninger Museum, monumentenorganisatie Libau, Natuurmuseum Groningen Stichting Oude Groninger Kerken, Biblionet Groningen en de archeoloog van de provincie Groningen Henny Groenendijk. Ook het filmarchief GAVA ondersteunde het initiatief. De website moest bijdragen aan de identiteit en het zelfbewustzijn van de Groningers, maar was online niet altijd gemakkelijk te vinden.
Nadat de Provincie de subsidie van vier ton per jaar dreigde in te trekken, maakte de website oktober 2014 een doorstart onder de nieuwe naam De Verhalen van Groningen. Verantwoordelijk voor de inhoud werd een afzonderlijke stichting waarvoor geschiedenishoogleraar Doeko Bosscher het initiatief nam. Ook werd intensief samengewerkt met Marketing Groningen. De redactie stond eerst onder leiding van Jan Auke Brink, daarna van Anja Reenders. Een groot aantal organisaties verklaarde zich bereid de website te steunen en materiaal daarvoor te leveren. Het beheer over de website werd in 2021 overgenomen door Erfgoedpartners Groningen, nadat de subsidie opnieuw ter discussie was komen te staan.
In 2019 kreeg de Canon van Groningen uit 2008 een plek op de website. De website van 80 jaar vrijheid Groningen 1940-45, bedoeld voor de herdenkingsactiviteiten in 2025, valt eveneens onder de verantwoordelijkheid van De Verhalen van Groningen.